# Kaszyce
Kaszyce – wieś w Polsce położona w województwie podkarpackim, w powiecie przemyskim, w gminie Orły.
W latach 1954–1961 wieś należała i była siedzibą władz gromady Kaszyce, po jej zniesieniu w gromadzie Trójczyce. W latach 1975–1998 miejscowość administracyjnie należała do województwa przemyskiego.
Kaszyce położone są na skraju Kotliny Sandomierskiej i Podgórza Rzeszowskiego, na terenie falistym i bezleśnym. Usytuowane około 17 km na północ od Przemyśla, 7 km na południowy zachód od Radymna i 15 km na południowy wschód od Jarosławia.

## Historia
Pierwsza wzmianka o wsi Kaszyce (Cassicze) pochodzi z roku 1397 i mówi o uposażeniu tamtejszego kościoła parafialnego przez Febroniusza i jego syna Spytka, dziedziców Pantalowic. Długo za datę powstania Kaszyc uznawano mylnie rok 1437, z którego pochodzi wzmianka o miejscowości w Aktach Grodzkich i Ziemskich. Genezę nazwy wsi ks. dr Henryk Hazik widział w języku wołoskim i słowie oznaczającym komórkę w plastrze miodu, zaś prof. Marian Jurkowski wskazywał na słowo kaszyca, oznaczające rodzaj umocnienia. 

### Początki historii Kaszyc
Wieś często zmieniała właścicieli, przechodząc w roku 1437 z majątku rodu Szerszeni w ręce rodziny Gołąbków. Kaszyce były również oddawane w dzierżawę, po raz pierwszy w roku 1500. W roku 1515 były własnością Andrzeja Czuryło ze Stojanic, a w roku 1589 należały do Marcina Broniowskiego, sekretarza króla Stefana Batorego i podróżnika. We wsi znajdowała się karczma oraz młyn ręczny, później zastąpiony przez młyn wodny.
Kolejną potwierdzoną w źródłach właścicielką Kaszyc jest wzmiankowana dopiero w roku 1648 Krystyna Zarębianka. Niedługo po niej w 1656 roku jako właściciel wsi występuje już Piotr Gorajski. W roku 1672 Kaszyce zostają niemal doszczętnie zniszczone przez najazd tatarski, pustoszący ziemię przemyską. Wieś jednak została odbudowana.
Gorajscy, idąc drogą wielu szlacheckich rodów, przyjęli kalwinizm, a kaplica w Kaszycach została przekształcona w zbór. Do tego momentu wieś należała do parafii w Pantalowicach i została do niej ponownie przyłączona po nawróceniu się Krystyna Gorajskiego w roku 1683. Niedługo po tym wydarzaniu Krystyn zapewne sprzedał wieś Andrzejowi ze Skorczyc Skorczyckiemu, chorążemu ziemi przemyskiej, jednak ten nie utrzymał jej zbyt długo z racji na swoje długi. W tym okresie wieś dotknęły zniszczenia związane z potopem szwedzkim.
Zgodnie z informacją z roku 1722 właścicielem Kaszyc był Jan Sobieski, krewny króla Jana III Sobieskiego. W roku 1724 biskup przemyski Jan Krzysztof Szembek erygował parafię w Kaszycach. W kolejnych latach wieś zmieniała właścicieli, również w okresie zaborów, na dłużej trafiając w ręce rodziny Górskich. W miejscowości istniała wtedy starszyzna gminna na czele z wójtem oraz przysiężnym. Po I rozbiorze Polski w 1772 roku Kaszyce znalazły się pod zaborem austriackim, jako część Galicji.
W trakcie powstania styczniowego miejscowi chłopi za zezwoleniem właściciela wsi Macieja Górskiego ćwiczyli posługiwanie się bronią pod pozorem polowania na ptaki (dlatego też nazywano ich ptasznikami). Zostali jednak zdekonspirowani przez karczmarza z pobliskiej karczmy "Pijawka" i zamordowani w wyniku zasadzki.
W roku 1862 gmina Kaszyce zobowiązała się do stworzenia szkoły, która powstała zapewne niedługo później i początkowo miała charakter szkoły jednoklasowej, ale w 1912 roku realizowała już plan nauczania dla szkół dwuklasowych.

### Wybuch I wojny światowej i okres międzywojenny
Wybuch I wojny światowej początkowo spotkał się z pewnym entuzjazmem mieszkańców Galicji, którzy widzieli w niej szansę na odbudowę państwa polskiego. Podobnie było w Kaszycach, których mieszkańcy zgłosili się do służby w Legionach Polskich. W 1914 roku w miejscowości stacjonował przez dwa tygodnie pułk artylerii górskiej.
Zmiany na froncie spowodowały jednak, że mieszkańcy Kaszyc zostali wysiedleni, a niedługo po tym wydarzeniu do wsi wkroczyli Rosjanie. Szkoła została niemal całkowicie zniszczona, a wiele budynków wraz z dworem i plebanią Rosjanie zrabowali. Mieszkańcy wsi po powrocie do niej musieli zająć się jej odbudową, która nastręczała wiele problemów. Mimo tego w roku 1915 powstał we wsi miejscowy oddział Komitetu Narodowego, co dobrze świadczy o patriotyzmie mieszkańców. Według kroniki parafialnej w trakcie I wojny światowej życie straciło 18 parafian, a wieś bardzo zubożała.
Po odzyskaniu niepodległości w II Rzeczypospolitej Kaszyce należały do gminy Chłopice w powiecie jarosławskim województwa lwowskiego. W tym czasie Kaszyce był zamieszkane głównie przez Polaków. Z walką o niepodległość Polski związany był pochodzący z Kaszyc dowódca obrony Lwowa Czesław Mączyński. W 20-leciu międzywojennym ważną rolę w odbudowie Kaszyc odegrał ks. Jan Świdnicki, związany z Kaszycami od 1910 roku. Był on propagatorem rozwoju ruchu spółdzielczego, w ramach którego w Kaszycach powstała „Kasa Stefczyka”, miał też swój udział w odbudowie szkoły, zniszczonej przez działania wojenne i pożar Kaszyc z roku 1923. Nowy budynek szkolny oddano do użytku w 1938 roku. Efektem jego działań było także odnowienie kościoła i plebanii, wyposażenie ich w sprzęt i oprzyrządowanie liturgiczne oraz rozpoczęcie funkcjonowania biblioteki parafialnej. W roku 1923 wraz z parafianami zakupił figurkę Matki Boskiej, która została umieszczona przed miejscową szkołą.
W 20-leciu międzywojennym dużą skalę przybrała emigracja mieszkańców z Kaszyc, która w niektórych latach sięgała od stu do dwustu osób rocznie. Emigranci często nie wracali już do ojczyzny, a darowizny przekazywane przez nich rodakom w kraju miały spory wpływ na sytuację ekonomiczną wsi. Zahamowanie emigracji spowodował dopiero wielki kryzys gospodarczy.
Większość mieszkańców Kaszyc stanowili nadal rolnicy, ale niektórzy kaszyczanie zdołali osiągnąć awans społeczny, często poprzez karierę wojskową. We wsi powstała spółdzielnia mleczarska, a postawy patriotyczne i umiejętności żołnierskie młodych Kaszyczan kształtowały swoją działalnością organizacje „Orlęta” i „Strzelec”. Z inicjatywy ich członków w 1935 roku powołano do życia organizację sportową.

### Od II wojny światowej do współczesności
Gdy 30 sierpnia 1939 r. ogłoszono powszechną mobilizację, wielu mieszkańców Kaszyc udało się do jednostek wojskowych, m.in. do Jarosławia i Radymna. O napaści Niemiec na Polskę mieszkańcy Kaszyc przekonali się już 1 września, kiedy niemieckie bombowce zbombardowały Kosienice i Chłopice. Pierwsi niemieccy żołnierze weszli do Kaszyc 10 września, był to korpus pancerny gen. Kleista. Po klęsce wrześniowej Kaszyce trafiły pod okupację niemiecką. W czasie II wojny światowej mieszkańcy Kaszyc byli często prześladowani, zarówno przez Niemców jak i Ukraińców.
7 marca 1943 r. Niemcy, prawdopodobnie wraz z Ukraińcami (na co wskazują ustalenia śledztwa IPN z 2005 o osobach przeprowadzających pacyfikację posługujących się m.in. językiem ukraińskim) przeprowadzili pacyfikację miejscowości. Podczas akcji zginęło od 119 do nawet 146 osób (dokładna liczba ofiar jest trudna do ustalenia, m.in. dlatego, że część z nich pochodziła spoza wioski, jednak szacuje się, że w samych Kaszycach zginęło co najmniej 114 Polaków, a oprócz tego także 22 pochodzących z innych pobliskich wiosek). Dowódcą akcji był Franz Schmidt.
W 1944 roku Kaszyce zostały zajęte przez Armię Czerwoną, co zakończyło okupację niemiecką.
Po przejęciu w Polsce władzy przez komunistów Kaszyce i reszta kraju przeszły przemiany gospodarcze w postaci m.in. reformy rolnej. Kaszyce stały się częścią województwa rzeszowskiego. Dokończono również w roku 1952 budowę szkoły. Od roku 1954 Kaszyce były siedzibą Gromady należącej do powiatu Radymno, jednak w roku 1961 miejscowość przyłączono do Gromady Trójczyce, a więc do powiatu przemyskiego. Wraz z likwidacją gromad w roku 1973 wieś znalazła stałe już miejsce w Gminie Orły. 9 maja 1978 roku Kaszyce otrzymały Order Krzyża Grunwaldu III klasy, co zostało upamiętnione w postaci pomnika na fasadzie miejscowego Domu Ludowego, wybudowanego w roku 1974. W 1975 roku wieś przyłączono do województwa przemyskiego. W tym okresie trwała emigracja mieszkańców Kaszyc do ośrodków przemysłowych, głównie na Górnym Śląsku (m.in. za pracą w kopalniach czy hutach). Wieś powoli się modernizowała i zmieniała swoje oblicze. W roku 1989 powstał nowy kościół parafialny. Po przemianach politycznych w roku 1999 Kaszyce znalazły się w granicach województwa podkarpackiego.
W miejscowości znajduje się Szkoła Podstawowa im. Czesława Mączyńskiego, biblioteka oraz sklepy spożywczo-przemysłowe. We wsi funkcjonuje również rzymskokatolicka parafia św. Piotra i Pawła (dekanat Radymno I), kościół i cmentarz rzymskokatolicki wraz z znajdującą się na nim kaplicą (oddaną do użytku w roku 2021). Przy kościele zachowały się pozostałości pochodzącego z XIX wieku cmentarza w postaci kamiennego nagrobka jednego z przedstawicieli rodziny Górskich i dawnego właściciela wsi. Istniała również mogiła dwóch żydowskich ofiar Zagłady z roku 1942. Wieś posiada również jednostkę OSP oraz drużynę piłkarską Towarzystwa Sportowego Biało Czerwoni Kaszyce założonego w 1935. W sezonie 2024/2025 drużyna występuje w klasie okręgowej w grupie Jarosław.

## Ludzie urodzeni w Kaszycach
- Czesław Mączyński (1881–1935), komendant Obrony Lwowa w listopadzie 1918, pułkownik Wojska Polskiego, poseł na Sejm
- Ludwik Wielgosz (1894–1916), sierżant Legionów Polskich, działacz niepodległościowy, kawaler Orderu Virtuti Militari